# Fukuoka Convention Center
Il Fukuoka Convention Center di Fukuoka in Giappone è un centro composto da tre edifici principali, gestiti dalla Fukuoka Convention Center Foundation.

## Fukuoka Kokusai Center
il Fukuoka Kokusai Center aperto nel 1981, ospita ogni novembre tornei di sumo.

## Marine Messe Fukuoka
Marine Messe Fukuoka è un palazzetto aperto nel 1995. L'uso principale è adibito a palestra per lo sport ma può anche accogliere congressi. La capacità della struttura è di 8500 persone.
Ha ospitato molti eventi internazionali, tra cui:
- Campionati mondiali di nuoto 2001
- Campionato mondiale maschile di pallavolo 2006
- Grand Champions Cup femminile 2009
- Campionati mondiali di nuoto 2023

## Fukuoka International Congress Center
Il Fukuoka International Congress Center aperto nel 2003.